# Bo Bakke
Bo Sven Sune Bakke (Göteborg, 3 maggio 1955) è un ex giocatore di curling norvegese.

## Biografia
Partecipò ai XV Giochi olimpici invernali edizione disputata a Calgary (Canada) nel 1988, riuscendo ad ottenere la prima posizione nella squadra norvegese con i connazionali Eigil Ramsfjell, Sjur Loen, Morten Søgaard e Gunnar Meland.
Nell'edizione la nazionale svizzera si classificò seconda la canadese terza. La competizione ebbe lo status di sport dimostrativo